# 大飢饉 (漫画)
『大飢饉』（だいききん）は、本宮ひろ志による日本の漫画。江戸時代に起きた天明の大飢饉を題材とした、2話完結の歴史漫画。『週刊少年ジャンプ』（集英社）において、1981年4・5合併号と同年6号に掲載された。協力は梅本さちおプロ。

## あらすじ
時は江戸中期。 八戸藩に属する神子骨村では1782年ごろから不作となっていたが、1783年に浅間山の天明大噴火が発生し、大凶作・大飢饉となった。いわゆる天明の大飢饉である。これにより、村は生き地獄へと変わった。

## 書誌情報
- 本宮ひろ志『大飢饉』集英社〈集英社漫画文庫〉、1983年10月初版発行[2]、ISBN 4-08-612709-1
- 本宮ひろ志『本宮ひろ志傑作集 7 大飢饉』汐文社〈ホーム・コミックス〉、1993年12月発行[1]、ISBN 4-8342-3077-5